# Prêtes à tout
Prêtes à tout est un téléfilm français réalisé en 2017 par Thierry Petit.

## Synopsis
Alice et Nadia sont deux femmes françaises que tout oppose et qui n'auraient jamais dû se rencontrer. Malgré tout, elles mènent le même combat : sortir leurs fils de prison et les sauver de la drogue...

## Fiche technique
- Réalisateur : Thierry Petit
- Scénario et dialogues : Lorène Delannoy, Laure de Colbert, Pierre Tonachella
- Production : France.tv studio
- Première diffusion : 14 mars 2018 (France 2)

## Distribution
Sauf indication contraire, les informations mentionnées dans cette section peuvent être confirmées par la base de données cinématographiques IMDb,  présente dans la section « Liens externes ».
- Anne Charrier : Aline Berthou
- Alika Del Sol : Nadia Daoudi
- Jules Houplain : Romain
- Abderahmane Cherif : Samir
- Julien Boisselier : Arnaud Berthou
- Nicolas Grandhomme : Juge d'instruction
- Marc David : Ghost
- Léa Léviant : Juliette
- Achille Jourdain : Louis
- Adrien Jolivet : Antonin
- Julie Victor : Françoise
- Axelle Dodier : Sophie
- Mathilde Mélèse : Jacqueline
- Catherine Lefroid : La policière accueil
- Mariama Gueye : Safia
- Anne Plumet : La greffière
- Antoine Piquet : Acolyte de Ghost
- Yassine BAHI : Acolyte de Ghost

## Récompense
Anne Charrier a reçu le prix d'interprétation féminine au Festival de la fiction TV de La Rochelle 2017,.